# وینی آرکینز
وینی آرکینز (انگلیسی: Vinny Arkins؛ زادهٔ ۱۸ سپتامبر ۱۹۷۰) بازیکن فوتبال سابق اهل ایرلند است.
از باشگاه‌هایی که در آن بازی کرده‌است می‌توان به باشگاه فوتبال نوتس کانتی، باشگاه فوتبال شامروک روورز، باشگاه فوتبال بوهمیان، و باشگاه فوتبال داندی یونایتد اشاره کرد.
وی همچنین در تیم‌های ملی فوتبال Republic of Ireland U17 League of Ireland XI Republic of Ireland U21 Republic of Ireland B Irish League representative team بازی کرده‌است.